# Alviks Strand Kontorshotell

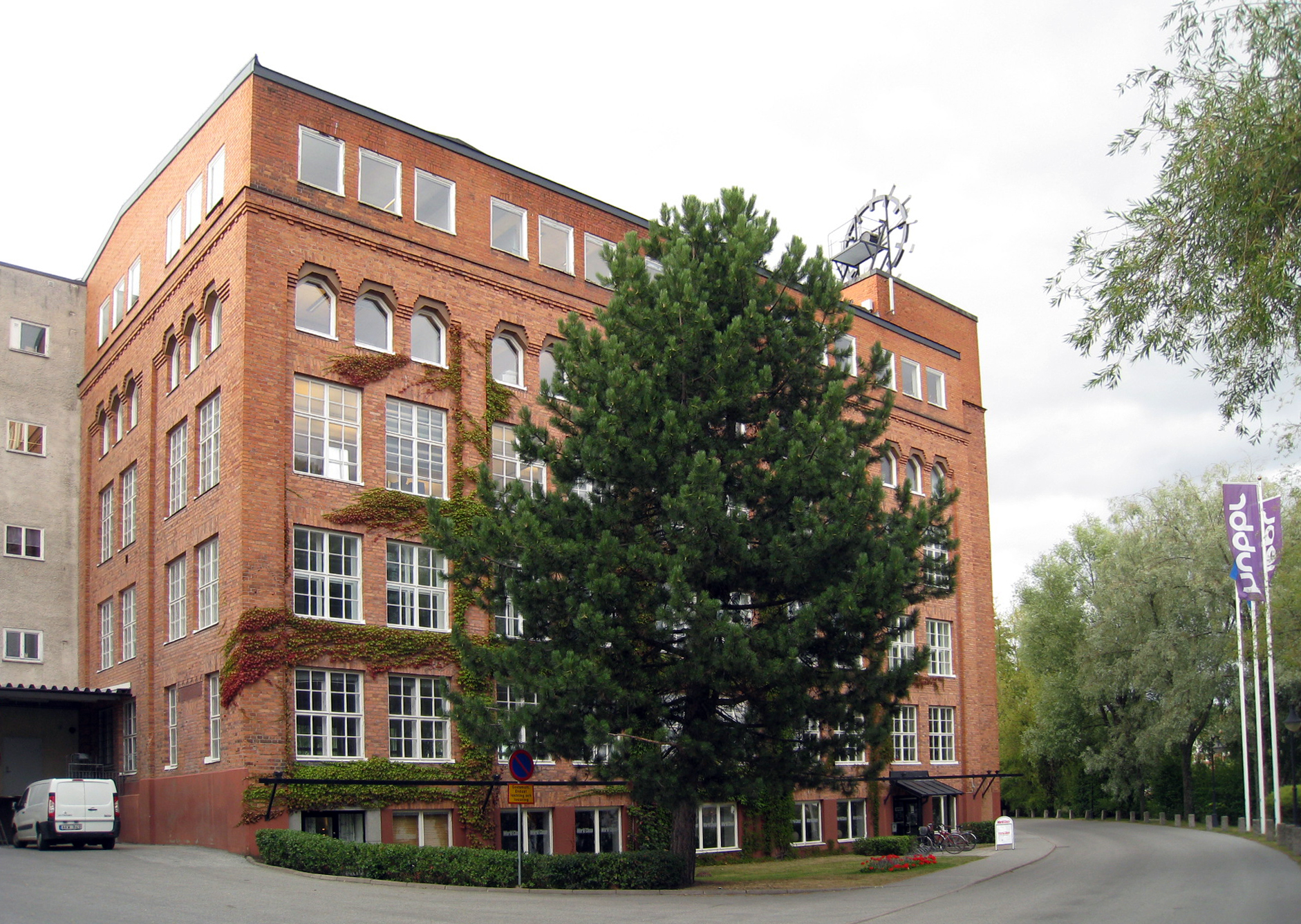
Alviks Strand Kontorshotell, Gustavslundsvägen 143 i Alvik, Bromma.

Alviks Strand Kontorshotell är en byggnad för uthyrning av kontor i Alviks strand i stadsdelen Alvik i Bromma i västra Stockholm. Kontorshotellet startade 2011.
Byggnaden, som ligger på Gustavslundsvägen 143 i Alvik, var tidigare en industribyggnad. Från 1864 var byggnaden Lars Monténs stearinljusfabrik och från 1929 Barnängens Tekniska Fabrik fram till 1970-talet. På 1980-talet byggdes huset om och 2011 startade kontorshotellet.
Kontorshotellet hyr ut kontor i alla storlekar. I kontorshotellet finns det funktionella mötesrum i alla storlekar med mycket ljus och högt i tak. Huset har utökats och byggts till och lokalerna är ljusa och med mycket glas. I byggnaden finns det bland annat lunchrestaurang, catering, gym och Business Lounge.

## Bildgalleri Alviks Strand Kontorshotell

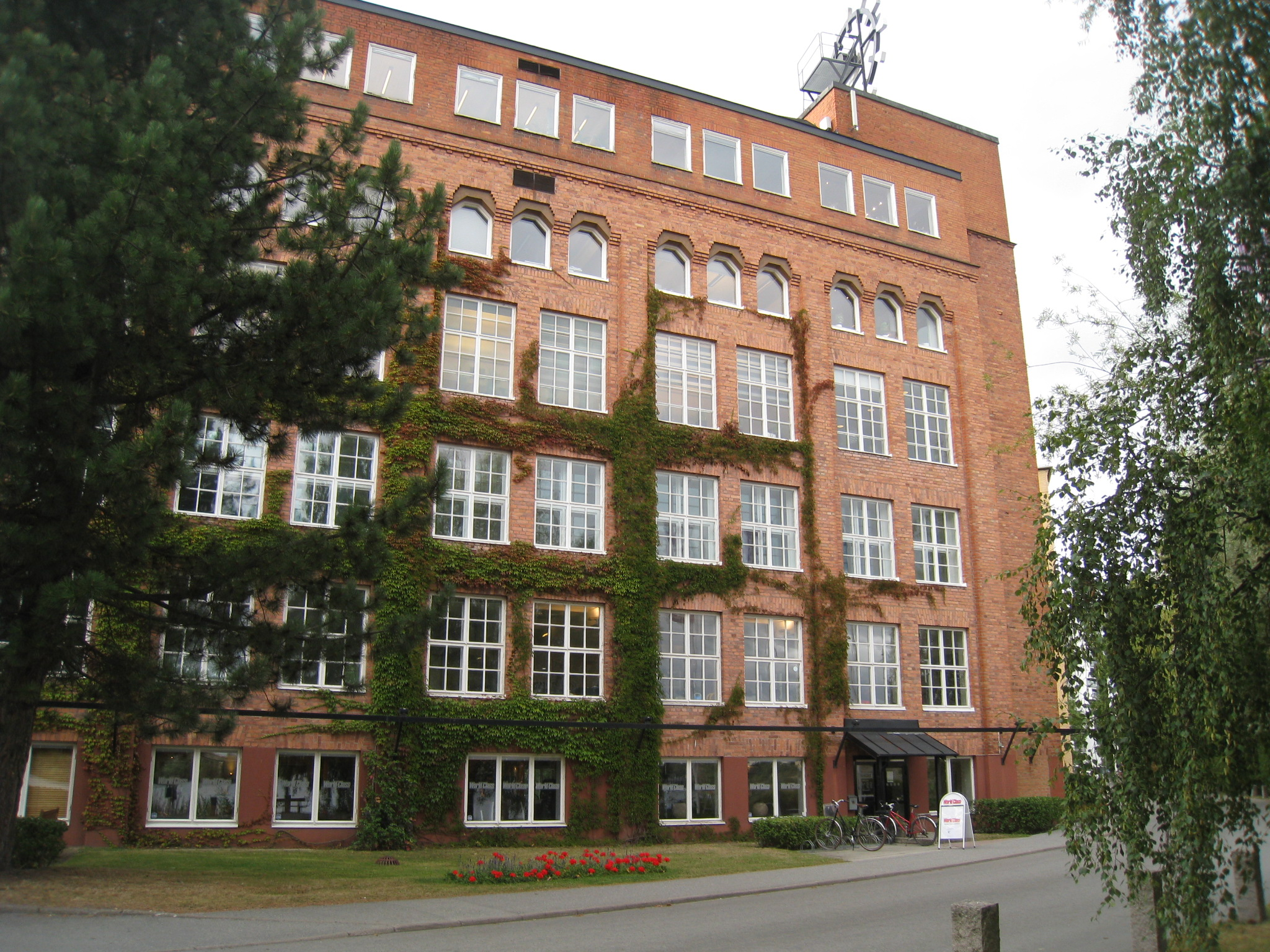
Fasaden mot Mälarens strand som på 1980-talet byggdes den gamla fabriken om.
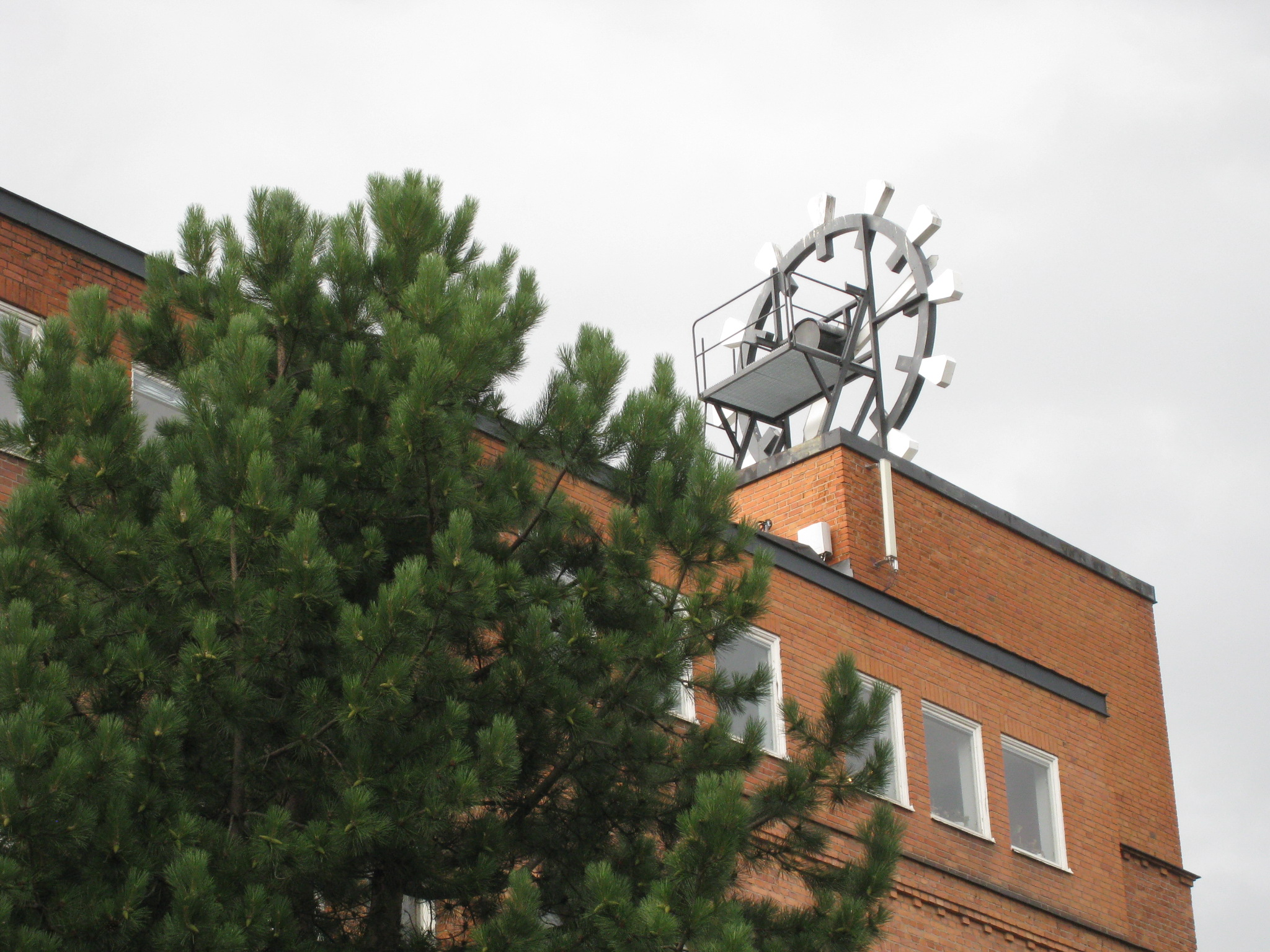
Den välkända klockan på taket på Barnängenbyggnaden.
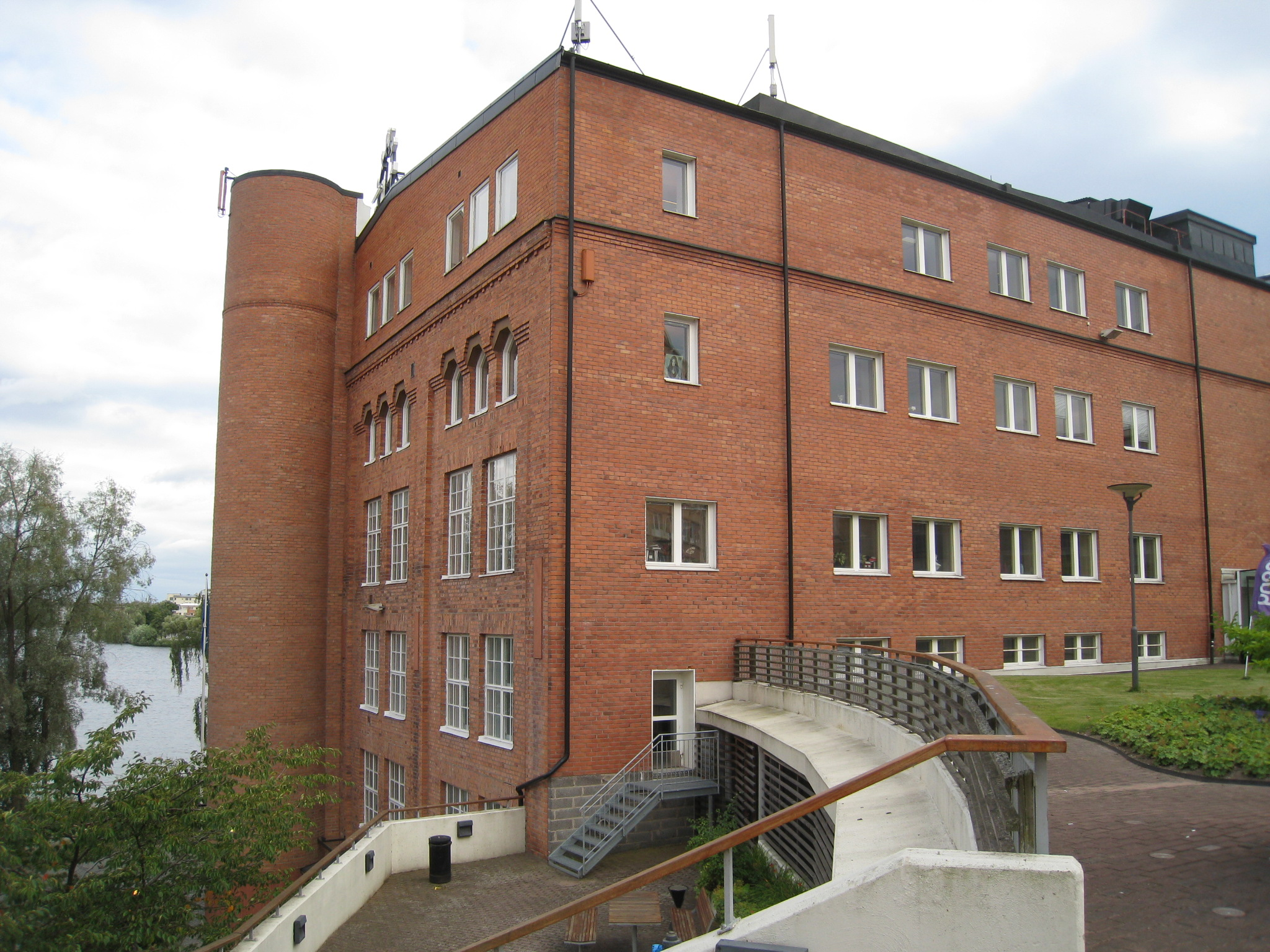
Gavelfasaden, Alviks Strand Kontorshotell ligger på de två översta våningarna.
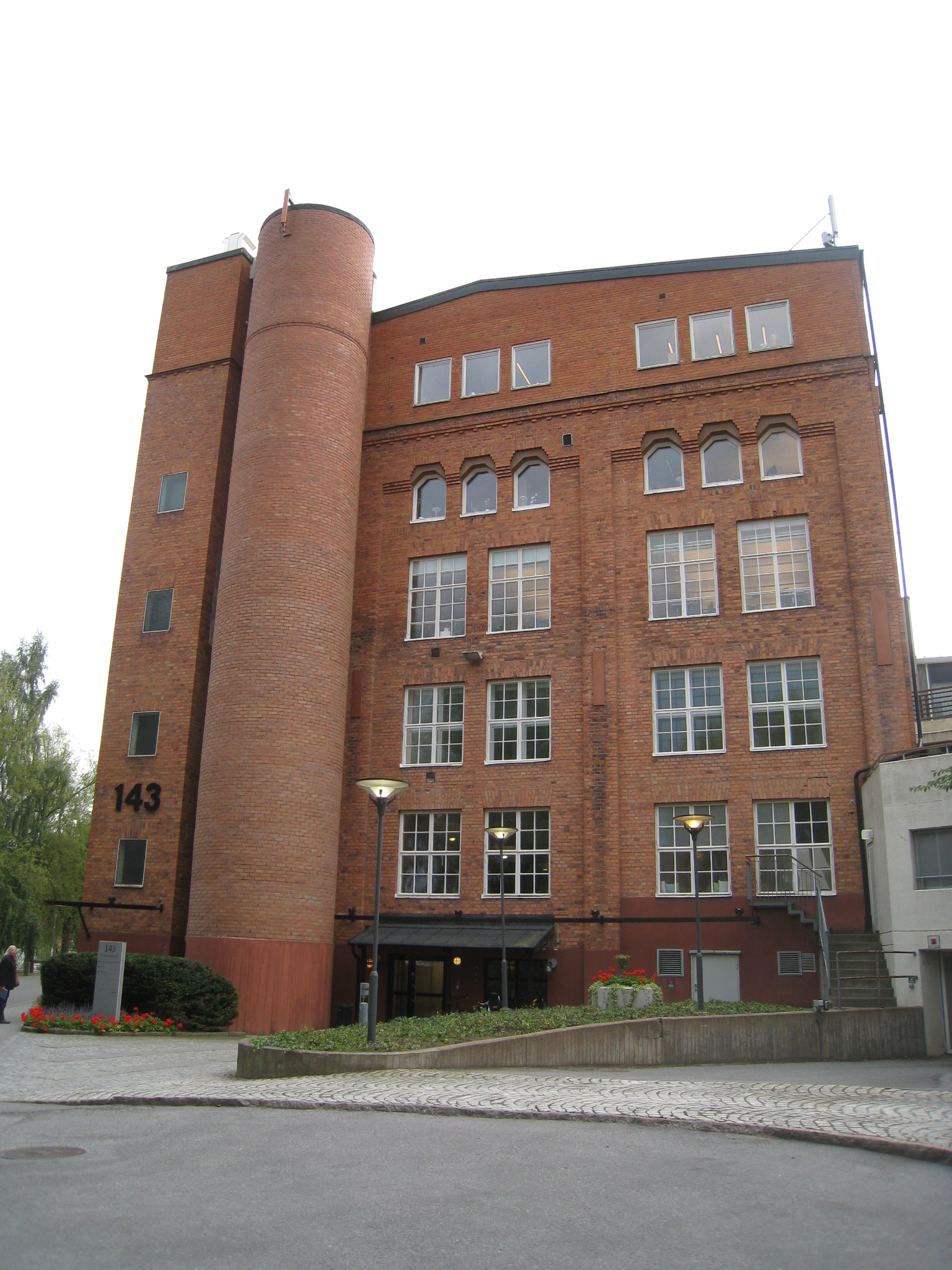
Gavelfasaden.
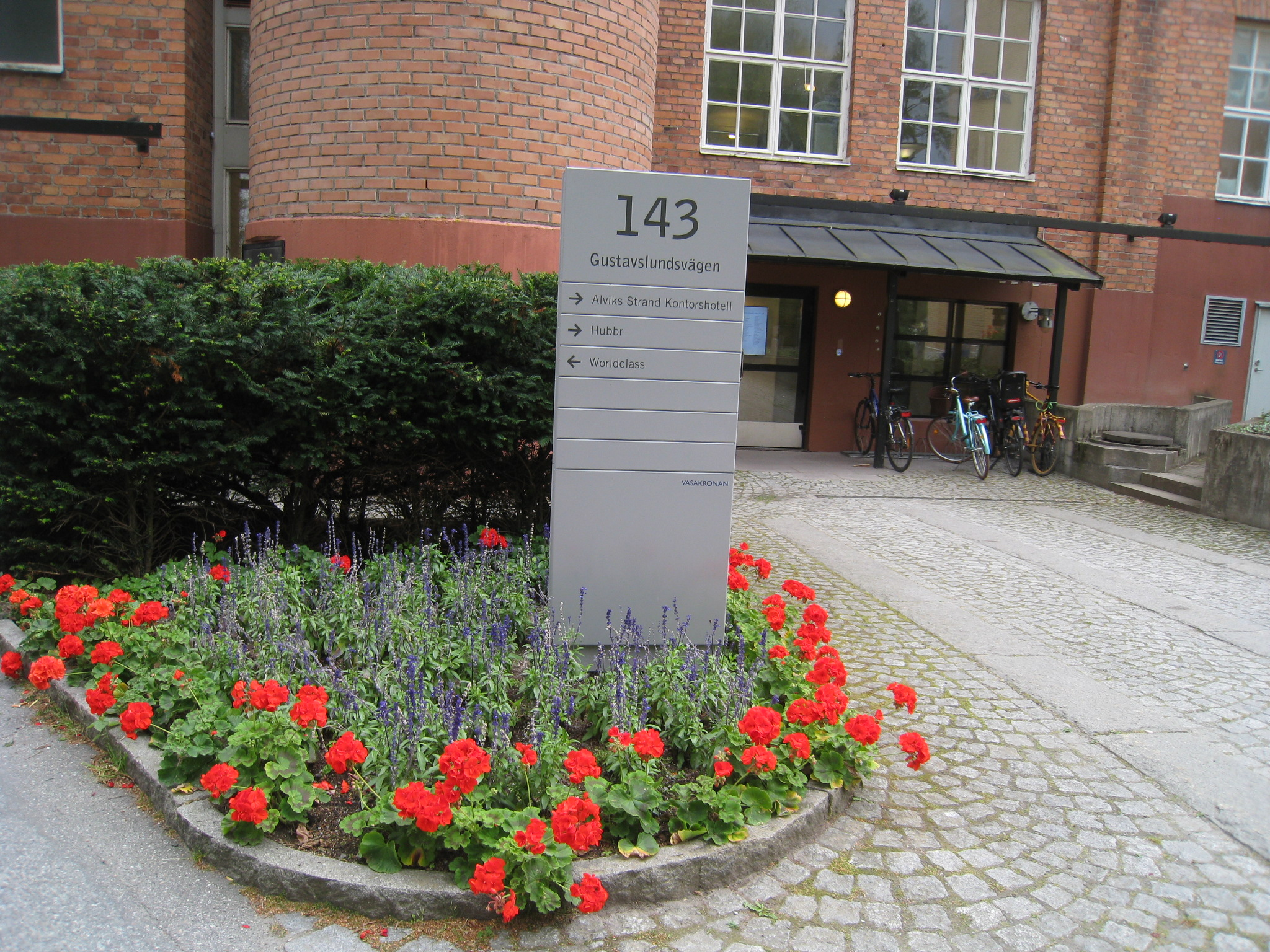
Entré mot Alviks Strand.

## Historik

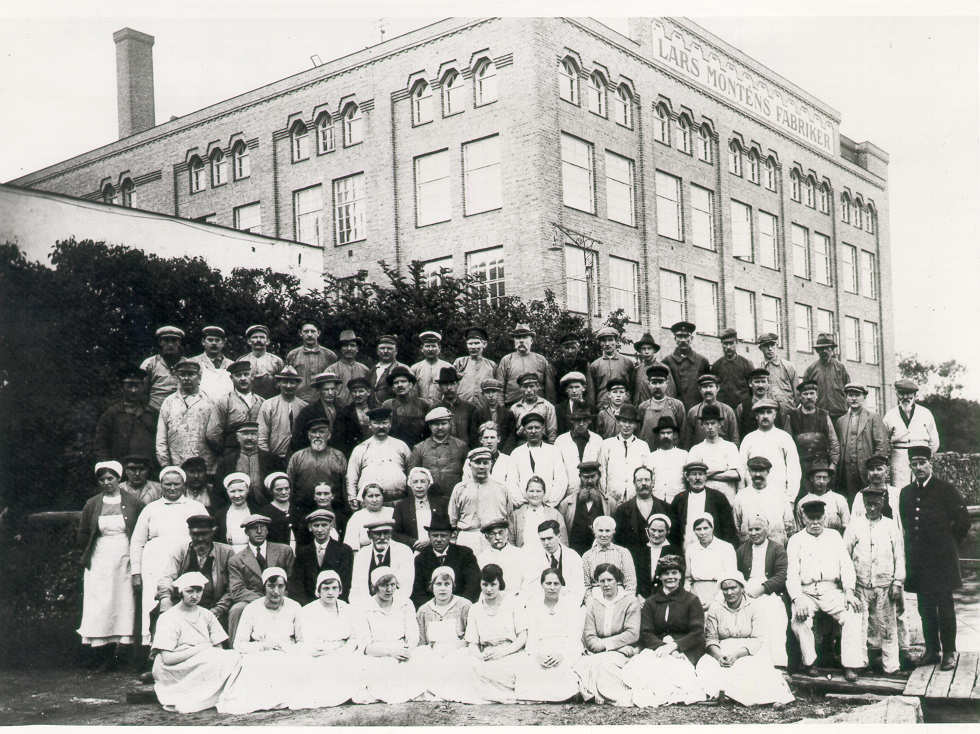
Arbesstyrkan vid Lars Monténs fabriker vid nuvarande Gustavslundvägen 143 i Alviks Strand och som var igång under åren 1915-1929.

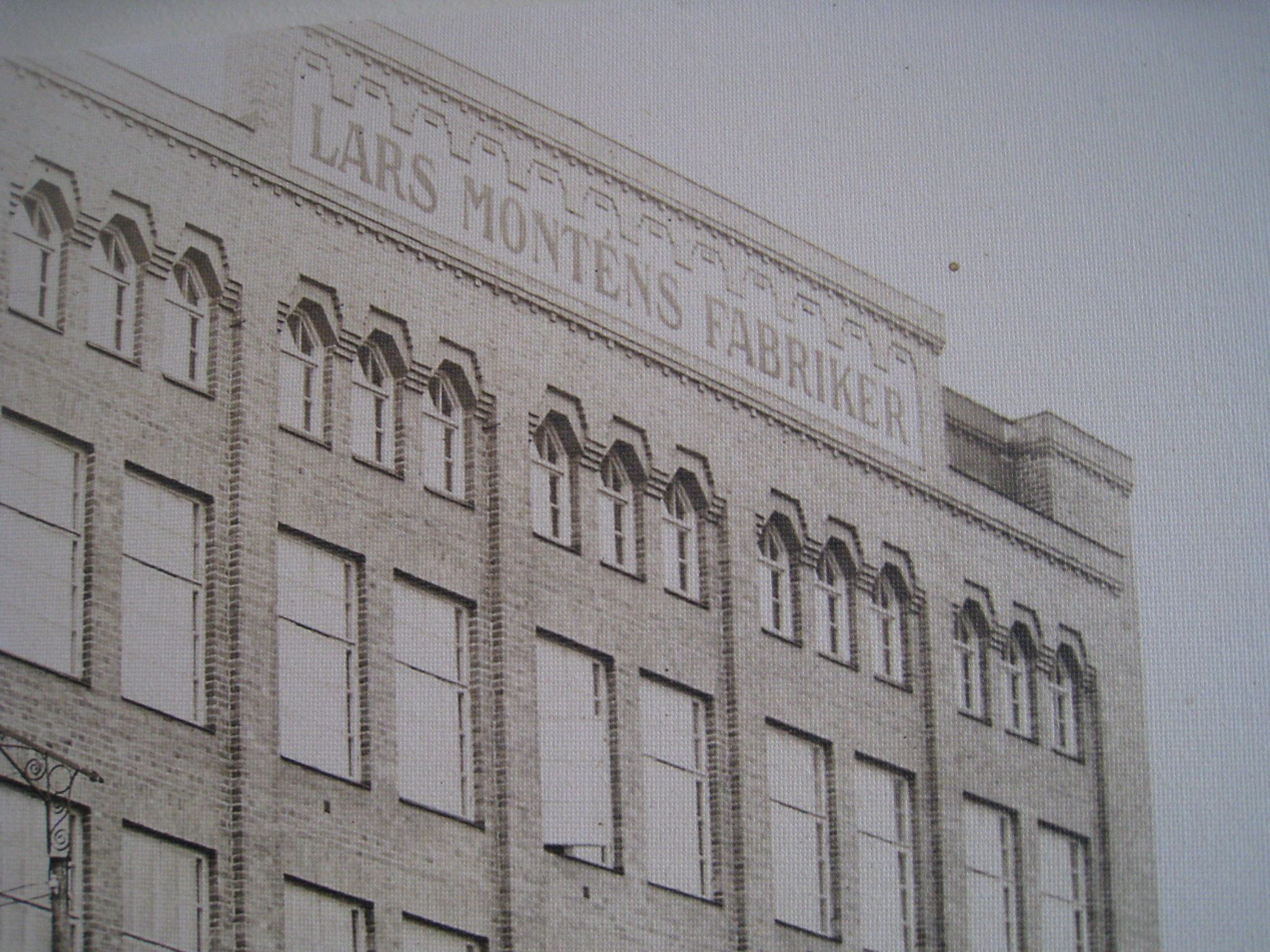
Från 1864 var stearinljustillverkningen vid Lars Monténs Fabriker i byggnaden och åren 1915-1929 hade Barnängens Tekniska Fabrik sin verksamhet i byggnaden.

Byggnaden, där idag Alviks Strand Kontorshotell är inhyst, var tidigare en industribyggnad. Fabrikör Lars Montén, som var ägare till både Alviks gård och Äppelvikens gård, anlade 1864 en stearinfabrik vid Alviks strand och där växte senare ett stort industriområde fram. Först var byggnaden från 1825 ett brännvinsbränneri. Från 1864 var stearinljusfabriken i byggnaden. Senare tillverkade man även tvål och såpa i fabriken. År 1920 gick Lars Monténs Fabriker samman med Barnängens Tekniska Fabrik, där sedan hela verksamheten 1929 flyttade till en nybyggd fabrik i området. Barnängen tillverkade såpa och tvål, Barnängens tvål.
Alviks Strands kontorskomplex blev färdigt 1988 och byggdes på Barnängens fabriksområde, som sträckte sig ända till Gustavslundsvägen. Vita huset, som ligger alldeles vid Mälarstranden mellan det röda tegelkomplexet och vattnet, byggdes då om till huvudkontor för Barnängens Tekniska Fabrik och den byggnaden är nu den historiska kärnan i det nya kontorsområdet i Alvik och som finns kvar än idag.  Den stora industribyggnaden i tegel från 1918 är bevarad liksom en laboratoriebyggnad från 1935.
Vita huset vid Alviks Strand från 1895-1900, innehöll från början en mjölksyrafabrik. Mjölksyra ingår i många mjölkprodukter som till exempel yoghurt, filmjölk och kefir. Mjölksyran får proteinet kasein att koagulera vilket ger sura mjölkprodukter dess typiska tjockflytande konsistens. Numera kommer tillsatserna som ersätter naturlig försurning av mjölk från melass eller stärkelse från majs eller potatis. Då verksamheten vid Barnängens Tekniska Fabrik således flyttade till den nybyggda fabriken 1929 byggdes Vita huset om till huvudkontor för Barnängens Tekniska Fabrik. Över porten till Vita huset står det 1983, och det syftar på det år då byggnaden renoverades för att bli Alfa-Lavals huvudkontor. Idag har andra företag sina kontor där.
År 1881 anlades av Firma Lars Montén ganska nära den nuvarande idrottshallen SALK-hallen ett tunnbinderi, som fram till 1936 tillverkade laggkärl för tvål- och såpafabrikens produkter, men även smördrittlar och snuskaggar. År 1963 byggdes tunnbinderiets lokaler om för att hysa Shantungskolan. Shantungskolans hus revs 1978.
Stadsdelen Alvik motsvarar det område gården Alvik omfattade vid 1800-talets början. Av gårdens många hus finns bara den så kallade Alviksstugan, eller Alviks rättarbostad, kvar. Det var en spannmålsbod som 1865 byggdes om till rättarbostad och senare till drängstuga. Alviks gårds huvudbyggnad revs 1930, då den nya bebyggelsen började byggas på åsen vid nuvarande Alviksvägen 11-13.

## Historiska bilder
Historiska bilder över Barnängens fabriksområde och Lars Monténs stearinljusfabrik.

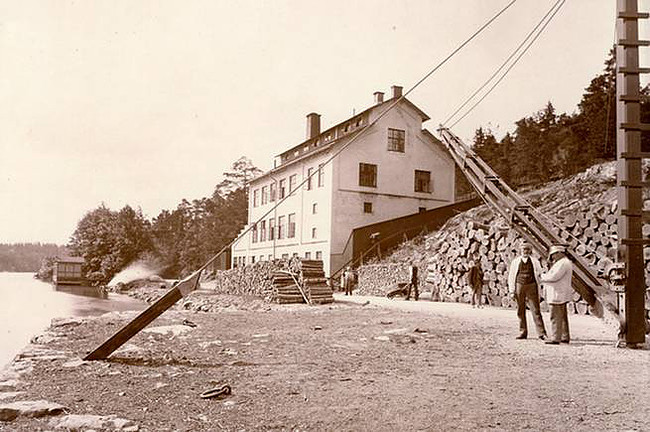
Vita huset vid Alviks Strand vid Gustavslundsvägen 147, där mjölksyrafabriken fanns omkring 1895-1900. Från 1929 blev huset Barnängens Tekniska Fabriks huvudkontor, sedan från 1983 Alfa-Lavals huvudkontor. Idag har andra företag sina kontor där.
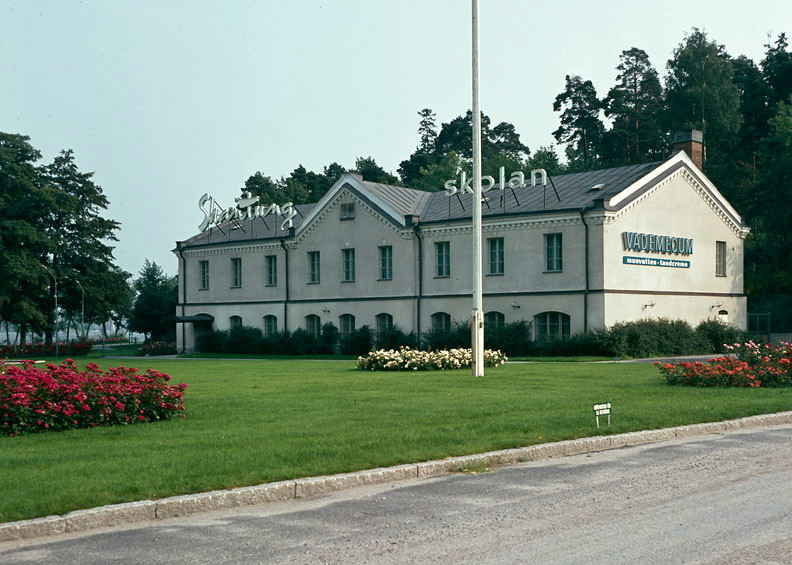
Skönhetsinstitutet Shantungskolan 1965. Huset, där tunnbinderiet tidigare var verksamt, byggdes om 1963 för att hysa Shantungskolan. Byggnaden revs 1978.
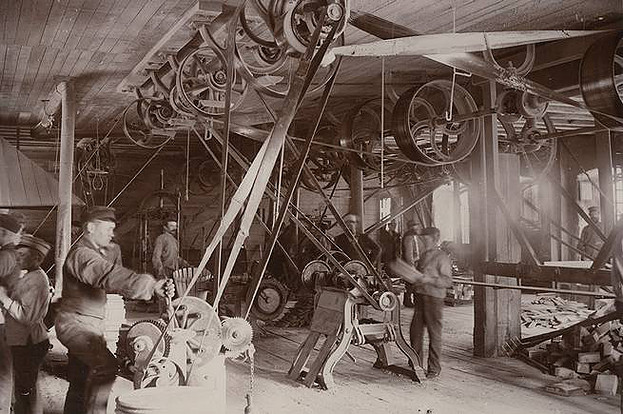
Tunnbinderiet vid Lars Monténs Fabriker var verksamt under åren 1881-1936. Tunnbindarna hade ett slitsamt arbete som krävde skickliga hantverkare. Tunnbinderiets lokaler byggdes om 1963 och det blev Shantungskolan, tills huset revs 1978.
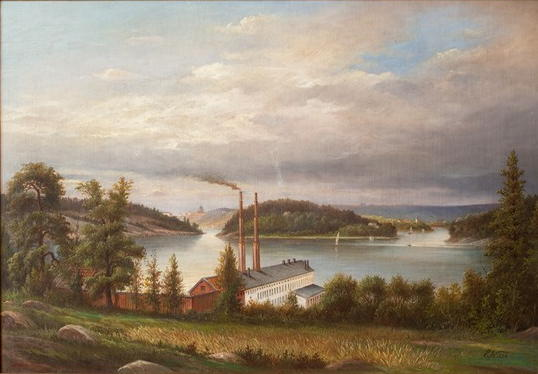
Utsikt från Alvik in mot staden 1884. Nedanför berget vid Alviks strand syns Monténs stearinljusfabrik. Oljemålning av Ernfried Wahlqvist (1815-1895). Stockholms stadsmuseum.
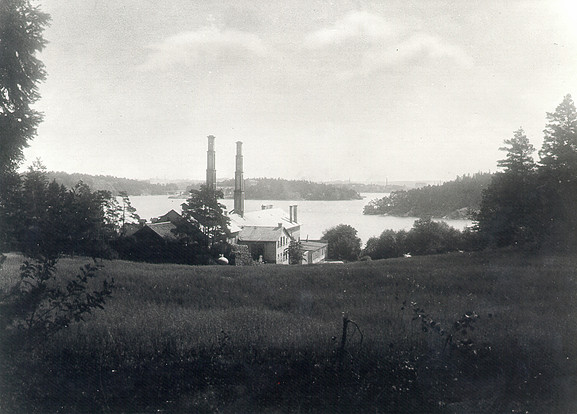
Stearinljusfabriken vid Lars Monténs Fabriker 1927. Fotografiet från 1927 visar ungefär samma vy som Wahlqvists oljemålning från 1884. Fotografen kan ha stått ungefär där Tvärbanans station är idag.
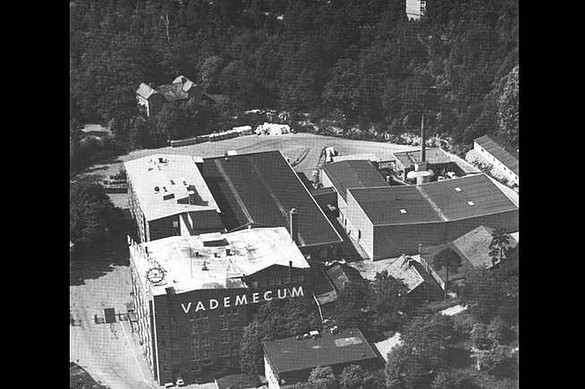
Flygbild över Barnängens område från 1930- eller 1940-talet. Lägg märke till skylten med texten Vademecum på gavelväggen och klockan finns på hustaket. Byggnaderna till höger i bild finns inte längre kvar.
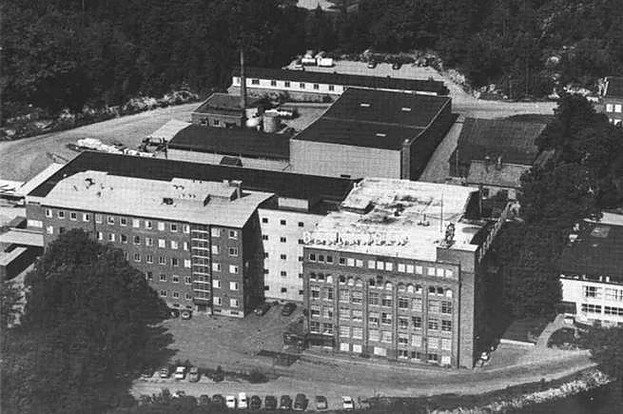
Flygbild över Barnängens område från 1950- eller 1960-talet. Barnängens tvålfabrik syns till höger med Barnängens skylt på hustaket och Vademecum-reklamen på gavelväggen. De övriga byggnaderna är rivna, utom huset närmast tvålfabriksbyggnaden.